# Vornay
Vornay – miejscowość i gmina we Francji, w Regionie Centralnym, w departamencie Cher.
Według danych na rok 1990 gminę zamieszkiwało 469 osób, a gęstość zaludnienia wynosiła 18 osób/km² (wśród 1842 gmin Regionu Centralnego Vornay plasuje się na 702. miejscu pod względem liczby ludności, natomiast pod względem powierzchni na miejscu 458.).